# Lliga sud-americana de bàsquet
La lliga sud-americana de bàsquet (en portuguès Liga Sul-Americana, espanyol: Liga sudamericana) és una competició basquetbolistica masculina internacional per a clubs disputada anualment a Sud-amèrica. És organitzada per la Confederación Sudamericana de Básquetbol. A partir del 2008, amb l'aparició de la FIBA Americas League, passà a ser la segona competició continental en importància.

## Format
L'any 2006 la competició és disputada per 15 clubs, de l'Argentina, Brasil, Xile, Paraguai, Perú, Uruguai i Veneçuela. A la primera fase els clubs es divideixen en tres grups de quatre equips cadascun més un de tres, jugant tots contra tots. Els dos millor classificats de cada grup disputen els quarts de final al millor de tres partits. Els vencedors disputen les semifinals i la final, també al millor de tres partits.

## Historial
| Any     | Campió             | Resultat   | Finalista                |
| ------- | ------------------ | ---------- | ------------------------ |
| 1996    | Olimpia            | 2–0 series | Corinthians              |
| 1997    | Atenas             | 2–1 series | Corinthians              |
| 1998    | Atenas             | 2–0 series | Marathon Franca          |
| 1999    | Vasco da Gama      | 2–0 series | Boca Juniors             |
| 2000    | Vasco da Gama      | 3–2 series | Atenas                   |
| 2001    | Estudiantes        | 3–1 series | GECR                     |
| 2002    | Libertad           | 3–1 series | Vasco da Gama            |
| 2004    | Atenas             | 3–2 series | Unitri Uberlândia        |
| 2005    | Unitri Uberlândia  | 3–1 series | Universo Ajax            |
| 2006    | Ben Hur            | 3–1 series | COC Ribeirão Preto       |
| 2007    | Libertad           | 3–2 series | Unimed Franca            |
| 2008    | Regatas Corrientes | 3–2 series | Flamengo                 |
| 2009 I  | Flamengo           | Final grup | Quimsa                   |
| 2009 II | Quimsa             | Final grup | Libertad                 |
| 2010    | Brasília           | 98-86      | Flamengo                 |
| 2011    | Obras Sanitarias   | 88-73      | Pinheiros Sky            |
| 2012    | Regatas Corrientes | Final grup | Brasília                 |
| 2013    | Brasília           | 93–81      | Aguada                   |
| 2014    | Bauru              | 79–53      | Mogi das Cruzes          |
| 2015    | Brasília           | 2–0 series | San Martín de Corrientes |
| 2016    | Mogi das Cruzes    | 3–0 series | Bahía Basket             |
| 2017    | Guaros de Lara     | 3–1 series | Estudiantes Concordia    |